# Römisch-katholische Kirche in den Vereinigten Staaten
Die römisch-katholische Kirche in den Vereinigten Staaten ist Teil der weltweiten römisch-katholischen Kirche und die zahlenmäßig stärkste religiöse Gemeinschaft. 

## Geschichte
Ihren Ursprung findet die Römisch-katholische Kirche in den Vereinigten Staaten bereits mit der Kolonialisierung Amerikas. Doch entwickelte sie sich in den folgenden Jahrhunderten sehr langsam und war in ihrer Organisation und Hierarchie stets an Europa angekoppelt. Der erste Bischofssitz, der in den USA eingerichtet wurde, war Baltimore, errichtet am 6. November 1789. Der erste Bischof und später Erzbischof von Baltimore – und damit der erste Bischof mit Sitz in den Vereinigten Staaten – war John Carroll (1735–1815). Die Erhebung des Bistums Baltimore zum Erzbistum und die damit verbundenen Einrichtung einer ersten Kirchenprovinz in den Vereinigten Staaten am 8. April 1808 bezeichnete Papst Pius X. anlässlich des 100. Jahrestages in seiner Enzyklika Communium rerum vom 21. April 1909 als einen Markstein beim hierarchischen Aufbau der katholischen Kirche des jungen Staates: „Nordamerika konnte die Jubelfeier seiner Bistumsorganisation begehen“.

### 19. Jahrhundert
Ein starkes Wachstum der katholischen Kirche in den USA erbrachten die großen Einwanderungswellen des 19. Jahrhunderts. Die verschiedenen ethnischen Gruppen brachten ihre Glaubenstraditionen mit in ihre neue Heimat, welche sie bis heute pflegen. Sie wurden bis um 1900 vor allem von europäischen Missionaren seelsorglich betreut, die dazu aus ihren Herkunftsländern entsandt wurden.
Durch die Gründung immer neuer Kirchengemeinden und Bistümer verdichtete sich die Kirchenstruktur. Wichtiger noch: Nach und nach entfaltete sich eine eigenständige Kirchenkultur, auch durch die Möglichkeit der Abnabelung von Europa dank zunehmender geistlicher Berufungen. Bereits 1875 wurde diese Entwicklung durch einen eigenen Kardinal für die USA gewürdigt, als der New Yorker Erzbischof John McCloskey ins Kardinalskollegium aufgenommen wurde.
Die Männer- und Frauenorden in den USA erhielten als eigenständige Ordensprovinzen innere Autonomie. Auch neue Ordensgemeinschaften entstanden, die sich jedoch meist auf eine Wirksamkeit in den USA beschränkten und nur in Einzelfällen und spät (erst seit Beginn des 20. Jahrhunderts) auch in die Mission gingen. Im ausgehenden 19. Jahrhundert entwickelten sich im religiös-weltanschaulichen „Schmelztiegel“ dieser jungen Nation moderne Gebräuche, die in Europa skeptisch betrachtet wurden. So war es damals für Ordensleute in den USA schon nicht mehr üblich, auf der Straße ihre Ordenstracht zu tragen. Stattdessen trugen Ordenspriester einen schwarzen Anzug mit geistlichem Hemd – was in Europa zu dieser Zeit undenkbar gewesen wäre.

### 20. Jahrhundert
Vor allem in den 1930er und 1940er Jahren traten zahlreiche Protestanten der katholischen Kirche bei. Ein Forum katholischer Intellektueller war die von George Shuster geprägte, seit 1924 in New York erscheinende Zeitschrift Commonweal. Früher als in fast allen anderen Ländern begann die katholische Kirche in den USA, Medien wie Fernsehen und Radio, später das Internet zu nutzen. Das Zweite Vatikanische Konzil erwies sich als Rückenwind für „liberale“ Theologen, die bis dahin in der theologisch, zumal moraltheologisch eher konservativ ausgerichteten katholische Kirchen der USA misstrauisch beäugt worden waren. Seit den 1960er Jahren vermischten sich mehr und mehr die Katholiken, die zuvor vielerorts in nach Herkunftsländern aufgeteilten Gemeinden nebeneinander gelebt hatten.
Die Spendenfreudigkeit der US-Amerikaner brachte die Kirche der USA zu Wohlstand und ermöglichte die Gründung zahlreicher karitativer Initiativen. Da es keinen steten Einnahmenzustrom und keine Rücklagen aus einer Kirchensteuer gibt, muss die Wirtschaftlichkeit solcher Einrichtungen stets im Blick bleiben. Die Mobilität der US-Amerikaner führte unter anderem dazu, dass Ordenshäuser schneller aufgehoben bzw. kirchliche Gebäude häufiger abgerissen und andernorts neu gebaut wurden, als es damals in Europa üblich war.

### 21. Jahrhundert
Am 18. Februar 2025 verklagte die katholische Bischofskonferenz Amerikas die Trump-Administration aufgrund dessen, dass diese die Finanzierung von Flüchtlingsprogrammen eingestellt hat. Sie sagte, das Rückhalten von Geldern, die bereits vom Kongress bewilligt wurden, sei unrecht. Die katholische Migrations- und Flüchtlingsdienste musste aufgrund dessen 50 Mitarbeiter entlassen, was die Hälfte des Personals entsprach. Das Geld würde zudem dazu führen, dass die Kirche ihren Dienst an den Menschen mit weniger Möglichkeiten durchzuführen.

## Organisation

Unterschiedliche Blaufärbungen stehen für unterschiedlich starke katholische Dominanz

Etwa ein Viertel der US-Amerikaner ist katholisch. Da es unter den Protestanten verschiedene verbreitete Konfessionen in den Vereinigten Staaten gibt, ist die römisch-katholische Kirche dort die größte einzelne Glaubensgemeinschaft.
Die römisch-katholische Kirche in den 50 Bundesstaaten der USA und dem District of Columbia besteht heute aus 32 (lateinischen) Kirchenprovinzen mit insgesamt 176 Bistümern. Hierzu kommen noch 18 Bistümer der verschiedenen katholischen Ostkirchen (Ukrainische griechisch-katholische Kirche, Ruthenische griechisch-katholische Kirche, Melkitische Griechisch-katholische Kirche, Rumänische griechisch-katholische Kirche, Armenisch-katholische Kirche, Syrisch-katholische Kirche, Syrisch-Maronitische Kirche von Antiochien, Chaldäisch-katholische Kirche, Syro-malabarische Kirche, Syro-Malankara Katholische Kirche), welche ebenfalls stark sind, sowie ein Militärordinariat und ein Personalordinariat. In diesen 196 Jurisdiktionen leben 77 Millionen Katholiken, dies entspricht etwa 24 % der Bevölkerung. Die 17.403 Pfarreien des Landes werden durch 26.265 Weltpriester betreut, welche von 12.010 Ordenspriestern, 4.318 Ordensbrüdern und 49.883 Ordensschwestern unterstützt werden (Datenquelle: CARA). In den Außengebieten der USA bestehen weitere zehn (lateinische) Diözesen, von denen aber nur eine, das Bistum Saint Thomas auf den Amerikanischen Jungferninseln, der Bischofskonferenz der Vereinigten Staaten angehört.
Die höchsten Anteile von Katholiken an der Gesamtbevölkerung finden sich im Nordosten sowie im Südwesten des Landes. Diese Verteilung der katholischen Bevölkerung ist vor allem auf verschiedene Einwanderungswellen zurückzuführen, im Nordosten auf Deutsche, Iren, Polen und Italiener, im Südwesten auf Hispanics. Der prozentuale Anteil ist je Bundesstaat wie folgt (Stand 2008):
| Bundesstaat    | Gesamtbevölkerung | Anz. Katholiken | Proz. Anteil |
| -------------- | ----------------- | --------------- | ------------ |
| Alabama        | 04.627.851        | 0.151.554       | 03,3         |
| Alaska         | 00.626.932        | 0.052.813       | 08,4         |
| Arizona        | 06.338.755        | 1.026.302       | 16,2         |
| Arkansas       | 02.834.797        | 0.116.605       | 04,1         |
| Colorado       | 04.861.515        | 0.707.420       | 14,6         |
| Connecticut    | 03.502.309        | 1.282.153       | 36,6         |
| Delaware       | 00.783.600        | 0.233.000       | 29,7         |
| Florida        | 18.251.243        | 2.366.688       | 13,0         |
| Georgia        | 09.544.750        | 0.730.005       | 07,6         |
| Hawaii         | 01.283.388        | 0.251.575       | 19,6         |
| Idaho          | 01.499.402        | 0.165.363       | 11,0         |
| Illinois       | 12.852.548        | 3.870.647       | 30,1         |
| Indiana        | 06.345.289        | 0.762.076       | 12,0         |
| Iowa           | 02.988.046        | 0.499.661       | 16,7         |
| Kalifornien    | 36.553.215        | 10.463.3300     | 28,6         |
| Kansas         | 02.775.997        | 0.415.103       | 15,0         |
| Kentucky       | 04.241.474        | 0.382.521       | 09,0         |
| Louisiana      | 04.293.204        | 1.188.798       | 27,7         |
| Maine          | 01.317.207        | 0.191.008       | 14,5         |
| Maryland       | 05.618.344        | 0.837.338       | 14,9         |
| Massachusetts  | 06.449.755        | 2.709.552       | 42,0         |
| Michigan       | 10.071.822        | 2.206.372       | 21,9         |
| Minnesota      | 05.197.621        | 1.064.696       | 20,5         |
| Mississippi    | 02.918.785        | 0.107.098       | 03,7         |
| Missouri       | 05.878.415        | 0.757.349       | 12,9         |
| Montana        | 00.957.861        | 0.104.276       | 10,9         |
| Nebraska       | 01.774.571        | 0.366.894       | 20,7         |
| Nevada         | 02.565.382        | 0.829.675       | 32,3         |
| New Hampshire  | 01.315.828        | 0.319.269       | 24,3         |
| New Jersey     | 08.685.920        | 3.562.389       | 41,0         |
| New Mexico     | 01.969.915        | 0.498.334       | 25,3         |
| New York       | 19.297.729        | 7.166.308       | 37,1         |
| North Carolina | 09.061.032        | 0.365.888       | 04,0         |
| North Dakota   | 00.639.715        | 0.146.153       | 22,8         |
| Ohio           | 11.466.917        | 2.068.348       | 18,0         |
| Oklahoma       | 03.617.316        | 0.175.006       | 04,8         |
| Oregon         | 03.747.455        | 0.442.137       | 11,8         |
| Pennsylvania   | 12.432.792        | 3.530.817       | 28,4         |
| Rhode Island   | 01.057.832        | 0.629.889       | 59,5         |
| South Carolina | 04.407.709        | 0.183.356       | 04,2         |
| South Dakota   | 00.796.214        | 0.153.357       | 19,3         |
| Tennessee      | 06.156.719        | 0.141.740       | 02,3         |
| Texas          | 23.904.380        | 6.503.844       | 27,2         |
| Utah           | 02.645.330        | 0.230.000       | 08,7         |
| Vermont        | 00.621.254        | 0.118.000       | 19,0         |
| Virginia       | 07.712.091        | 0.642.064       | 08,3         |
| Washington     | 06.468.424        | 0.746.385       | 11,5         |
| West Virginia  | 01.812.035        | 0.088.974       | 04,9         |
| Wisconsin      | 05.601.640        | 1.650.276       | 29,5         |
| Wyoming        | 00.522.830        | 0.047.119       | 09,0         |

Die katholische Kirche in den USA wird vertreten durch die Bischofskonferenz der Vereinigten Staaten („United States Conference of Catholic Bishops USCCB“).
Papst Leo XIII. richtete am 24. Januar 1893 ein Apostolisches Delegat ein, das Papst Johannes Paul II. am 10. Januar 1984 zu einer Nuntiatur führte. Apostolischer Nuntius ist seit 12. April 2016 Erzbischof Christophe Pierre, der das Amt auch nach seiner Erhebung zum Kardinal im September 2023 weiter ausübt.

## Liste der Bistümer nach Kirchenprovinzen

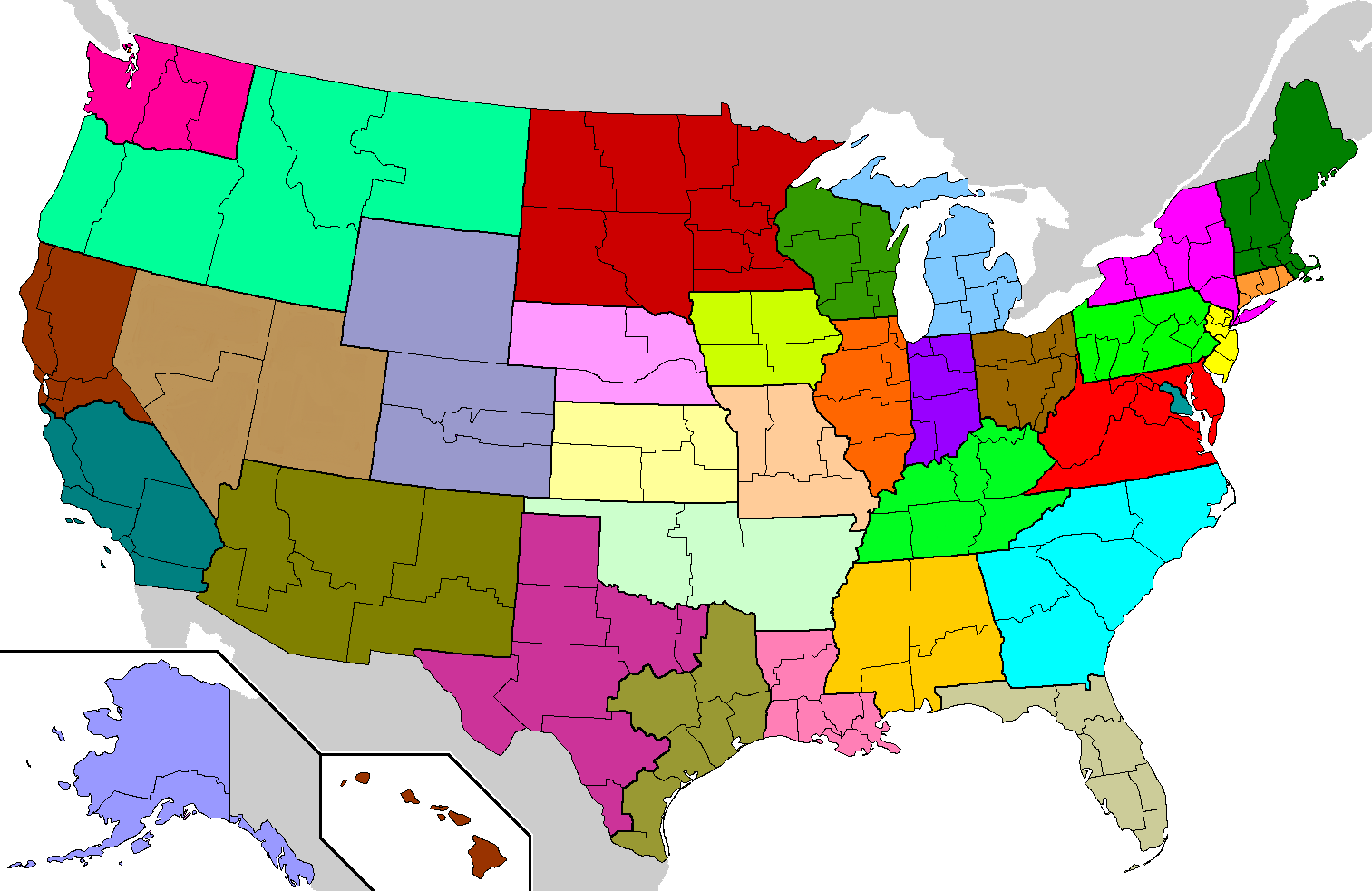
Erzbistümer und Bistümer in den Vereinigten Staaten

1. Erzbistum Anchorage-Juneau: Bistum Fairbanks
2. Erzbistum Atlanta: Bistum Charleston, Bistum Charlotte, Bistum Raleigh, Bistum Savannah
3. Erzbistum Baltimore: Bistum Arlington, Bistum Richmond, Bistum Wheeling-Charleston, Bistum Wilmington
4. Erzbistum Boston: Bistum Burlington, Bistum Fall River, Bistum Manchester, Bistum Portland, Bistum Springfield, Bistum Worcester
5. Erzbistum Chicago: Bistum Belleville, Bistum Joliet in Illinois, Bistum Peoria, Bistum Rockford, Bistum Springfield in Illinois
6. Erzbistum Cincinnati: Bistum Cleveland, Bistum Columbus, Bistum Steubenville, Bistum Toledo, Bistum Youngstown
7. Erzbistum Denver: Bistum Cheyenne, Bistum Colorado Springs, Bistum Pueblo
8. Erzbistum Detroit: Bistum Gaylord, Bistum Grand Rapids, Bistum Kalamazoo, Bistum Lansing, Bistum Marquette, Bistum Saginaw
9. Erzbistum Dubuque: Bistum Davenport, Bistum Des Moines, Bistum Sioux City
10. Erzbistum Galveston-Houston: Bistum Austin, Bistum Beaumont, Bistum Brownsville, Bistum Corpus Christi, Bistum Tyler, Bistum Victoria in Texas
11. Erzbistum Hartford: Bistum Bridgeport, Bistum Norwich, Bistum Providence
12. Erzbistum Indianapolis: Bistum Evansville, Bistum Fort Wayne-South Bend, Bistum Gary, Bistum Lafayette in Indiana
13. Erzbistum Kansas City (in Kansas): Bistum Dodge City, Bistum Salina, Bistum Wichita
14. Erzbistum Las Vegas: Bistum Reno, Bistum Salt Lake City
15. Erzbistum Los Angeles: Bistum Fresno, Bistum Monterey in California, Bistum Orange in California, Bistum San Bernardino, Bistum San Diego
16. Erzbistum Louisville: Bistum Covington, Bistum Knoxville, Bistum Lexington, Bistum Memphis, Bistum Nashville, Bistum Owensboro
17. Erzbistum Miami: Bistum Orlando, Bistum Palm Beach, Bistum Pensacola-Tallahassee, Bistum Saint Augustine, Bistum Saint Petersburg, Bistum Venice
18. Erzbistum Milwaukee: Bistum Green Bay, Bistum La Crosse, Bistum Madison, Bistum Superior
19. Erzbistum Mobile: Bistum Biloxi, Bistum Birmingham, Bistum Jackson
20. Erzbistum Newark: Bistum Camden, Bistum Metuchen, Bistum Paterson, Bistum Trenton
21. Erzbistum New Orleans: Bistum Alexandria, Bistum Baton Rouge, Bistum Houma-Thibodaux, Bistum Lafayette, Bistum Lake Charles, Bistum Shreveport
22. Erzbistum New York: Bistum Albany, Bistum Brooklyn, Bistum Buffalo, Bistum Ogdensburg, Bistum Rochester, Bistum Rockville Centre, Bistum Syracuse
23. Erzbistum Oklahoma City: Bistum Little Rock, Bistum Tulsa
24. Erzbistum Omaha: Bistum Grand Island, Bistum Lincoln
25. Erzbistum Philadelphia: Bistum Allentown, Bistum Altoona-Johnstown, Bistum Erie, Bistum Greensburg, Bistum Harrisburg, Bistum Pittsburgh, Bistum Scranton
26. Erzbistum Portland in Oregon: Bistum Baker, Bistum Boise, Bistum Great Falls-Billings, Bistum Helena
27. Erzbistum Saint Louis: Bistum Jefferson City, Bistum Kansas City-Saint Joseph, Bistum Springfield-Cape Girardeau
28. Erzbistum Saint Paul and Minneapolis: Bistum Bismarck, Bistum Crookston, Bistum Duluth, Bistum Fargo, Bistum New Ulm, Bistum Rapid City, Bistum Saint Cloud, Bistum Sioux Falls, Bistum Winona
29. Erzbistum San Antonio: Bistum Amarillo, Bistum Dallas, Bistum El Paso, Bistum Fort Worth, Bistum Laredo, Bistum Lubbock, Bistum San Angelo
30. Erzbistum San Francisco: Bistum Honolulu, Bistum Oakland, Bistum Sacramento, Bistum San Jose in California, Bistum Santa Rosa in California, Bistum Stockton
31. Erzbistum Santa Fe: Bistum Gallup, Bistum Las Cruces, Bistum Phoenix, Bistum Tucson
32. Erzbistum Seattle: Bistum Spokane, Bistum Yakima
33. Erzbistum Washington: Bistum Saint Thomas
34. Erzeparchie Philadelphia: Eparchie Saint Josaphat in Parma, Eparchie Saint Nicolas of Chicago, Eparchie Stamford (Ukrainische griechisch-katholische Kirche)
35. Erzeparchie Pittsburgh: Eparchie Parma, Eparchie Passaic, Eparchie Phoenix (Ruthenische griechisch-katholische Kirche)

Immediate Bistümer:
- Eparchie Newton (Melkitische Griechisch-katholische Kirche)
- Eparchie Our Lady of Deliverance of Newark (Syrisch-katholische Kirche)
- Eparchie Our Lady of Lebanon in Los Angeles (Syrisch-Maronitische Kirche von Antiochien)
- Eparchie Saint George’s in Canton (Rumänische griechisch-katholische Kirche)
- Eparchie Saint Maron in Brooklyn (Syrisch-Maronitische Kirche von Antiochien)
- Eparchie Saint Peter the Apostle of San Diego (Chaldäisch-katholische Kirche)
- Eparchie Saint Thomas the Apostle of Chicago (Syro-malabarische Kirche)
- Eparchie Saint Thomas the Apostle of Detroit (Chaldäisch-katholische Kirche)
- Eparchie Our Lady of Nareg in Glendale (Armenisch-katholische Kirche, umfasst auch Kanada)
- Eparchie St. Mary Queen of Peace (Syro-malankarische Kirche, umfasst auch Kanada)
- US-amerikanisches Militärordinariat
- Personalordinariat Kathedra Petri

## Missbrauchsfälle
In den vergangenen Jahren ist in den USA eine große Zahl von Fällen sexuellen Missbrauchs Kinder und Jugendlicher durch katholische Geistliche bekannt geworden, vor allem aus den 1940ern und bis in die 1990er Jahre. Jahrelang waren die Fälle nicht öffentlich geworden. Landesweit hatten mehr als 10.000 Opfer geklagt. Die durch katholische Laien gegründete private Organisation BishopAccountability veröffentlichte online nach Durchsicht kircheninterner Dokumente eine Zahl von 3.000 Einzeltätern. Das Problem der Missbrauchsskandale hat die Kirche der USA nicht nur viel an Ansehen gekostet, sondern zahlreiche Diözesen auch an den Rand der Zahlungsunfähigkeit getrieben. Der Erzbischof von Boston sitzt seit 2004 nicht mehr in seiner Residenz, sondern in einer Mietwohnung.
Im Juli 2007 erklärte sich die Erzdiözese von Los Angeles bereit, eine Entschädigung in Höhe von insgesamt 660 Millionen Dollar als außergerichtlichen Einigung an rund 500 Kläger zu zahlen. Die Kirche vermied damit einen Prozess wegen sexuellen Missbrauchs von Kindern. Mit der vereinbarten Zahlung von Los Angeles summieren sich die kirchlichen Entschädigungszahlungen auf rund zwei Milliarden US-Dollar (1,45 Milliarden Euro). Der Dokumentarfilm Deliver Us from Evil aus dem Jahr 2006 thematisiert die Problematik anhand der Geschichte eines nordkalifornischen Priesters, dem der mögliche sexuelle Missbrauch von potentiell hunderten von Kindern vorgeworfen wird. 
Kardinal Bernard Francis Law, der damalige Erzbischof von Boston, legte im Jahre 2002 die Leitung des Erzbistums Boston nieder, weil ihm vorgeworfen wurde, Fälle von sexuellem Missbrauch von Kindern unter seinen Diözesanpriestern nicht in hinreichender Weise verfolgt und angezeigt zu haben.
Bei einer sechstägigen Reise vom 16. bis 21. April 2008 in die USA äußerte sich Papst Benedikt XVI. „tief beschämt“ über pädophile Priester und rief die katholische Kirche in den USA nach den Missbrauchsskandalen mehrfach zur Reinigung und Erneuerung auf. Er traf sich in einer symbolischen Geste auch mit Männern und Frauen, die als Kinder oder Jugendliche von Priestern missbraucht worden waren. Zugleich würdigte Benedikt jedoch auch die tiefe Spiritualität in den USA.
In den vergangenen Jahrzehnten wurden rund 1000 Missbrauchsfälle im Staat Pennsylvania bekannt.